# Dibao
Dibao (kinesiska: 地宝) är en socken i sydvästra Kina. Den ligger i stadsdistriktet Wanzhou i storstadsområdet Chongqing, omkring 250 kilometer nordost om det centrala stadsdistriktet Yuzhong. Antalet invånare är 5 502. Befolkningen består av 2 631 kvinnor och 2 871 män. Barn under 15 år utgör 26,0 %, vuxna 15-64 år 62 %, och äldre över 65 år 11,0 %. Dibao är en etnisk minoritetssocken (族乡,"zu xiang") för tujia-folket. 